# 福島市保健福祉センター
福島市保健福祉センター（ふくしましほけんふくしセンター）は福島県福島市森合町にある公共施設である。

## 概要
福島市民の生涯にわたる健康づくりを推進し、また高齢者に対する福祉サービスと市民医療の拠点として保健・医療・福祉の一体化を目指すために、福島市によって市中心市街地北部の森合町に建設され、1998年（平成10年）10月にオープンした施設である。地上6階建て、地下1階建ての鉄骨鉄筋コンクリート構造であり、延床面積は10,573平方メートル。福島市役所の保健福祉部、こども未来部が置かれている他、社会福祉法人福島市社会福祉協議会や一般社団法人福島市医師会といった外郭団体、また市民の健康増進や福祉向上のための各設備が設置されている。また、夜間急病診療所や防災センター、地下貯水槽といった緊急時のための設備も用意されている。

## 館内施設
館内には、以下の施設がある。
1階
- 福島市社会福祉協議会（在宅福祉サービスセンター）
- デイサービスセンター
- 夜間急病診療所
- 休日救急歯科診療所
- 障がい者歯科診療所
- 在宅介護支援センター（要援護高齢者相談窓口）
- ボランティアセンター

2階
- 福島市子ども育成課
- 福島市健康推進課
- 福島市こども政策課
- 福島市社会福祉協議会総務課

3階
- 福島市保健所準備室
- 福島市放射線健康管理課
- 福島市医師会事務局
- 小会議室

4階
- 親と子の広場
- 保健指導室・栄養指導室・調理実習室（食習慣、生活習慣改善のための指導、講座が行われる）
- ボランティアルーム
- 乳幼児健診ホール

5階
- 健康増進室（生活習慣病予防に向けた健康相談や講座が行われる）
- 大会議室（多目的ホール）

6階
- 展望ロビー
- おもちゃ広場 - 子どもたちが安心して遊べる屋内施設を設けるために展望ロビーを使いボールプールやエア滑り台を設置した

地下1階
- 防災センター
- 地下貯水槽（大規模災害時の防火用水、飲料水301トンが貯蔵されている）

その他
- 自走式立体駐車場（約150台収容）

## アクセス
- 福島県福島市森合町10番1号
- JR福島駅東口より福島交通路線バス市内循環2コース、「保健福祉センター前」バス停下車

## 周辺
- 福島ふれあいパーク - 国道13号信夫通りと当施設の間に広がる公園であり、都市計画上の名称は森合町緑地。当施設の正面玄関前のスペースと一体的に整備されており、前庭として機能している。
- 福島中央郵便局 - 当施設と市道を挟んで隣接している。
- 福島市写真美術館
- 曽根田天満宮